# Sleman
Sleman é a capital principal da regência de Sleman, localizada em Yogyakarta, Indonésia. Abrange o estratovulcão ativo Merapi, o subdistrito tem aproximadamente 20km².